# Круэ
Круэ́ (фр. Crouay) — коммуна во Франции, находится в регионе Нижняя Нормандия. Департамент коммуны — Кальвадос. Входит в состав кантона Тревьер. Округ коммуны — Байё.
Код INSEE коммуны — 14209.

## Население
Население коммуны на 2010 год составляло 550 человек.
| 1962 | 1968 | 1975 | 1982 | 1990 | 1999 | 2010 |
| ---- | ---- | ---- | ---- | ---- | ---- | ---- |
| 383  | 331  | 352  | 397  | 444  | 417  | 550  |

## Экономика
В 2010 году среди 347 человек трудоспособного возраста (15—64 лет) 264 были экономически активными, 83 — неактивными (показатель активности — 76,1 %, в 1999 году было 72,1 %). Из 264 активных жителей работали 251 человек (133 мужчины и 118 женщин), безработных было 13 (5 мужчин и 8 женщин). Среди 83 неактивных 14 человек были учениками или студентами, 46 — пенсионерами, 23 были неактивными по другим причинам.